# Comuna Șevcenkove, Novîi Buh
Șevcenkove (în ucraineană Шевченкове) este o comună în raionul Novîi Buh, regiunea Mîkolaiiv, Ucraina, formată din satele Bohomazî și Șevcenkove (reședința).

## Demografie
Componența lingvistică a comunei Șevcenkove
     Ucraineană (93,13%)
     Rusă (5,24%)
     Română (1,2%)
     Alte limbi (0,28%)
Conform recensământului din 2001, majoritatea populației comunei Șevcenkove era vorbitoare de ucraineană (93,13%), existând în minoritate și vorbitori de rusă (5,24%) și română (1,2%).